# Gale Anne Hurd
Gale Anne Hurd (Los Angeles, 25 ottobre 1955) è una produttrice cinematografica e produttrice televisiva statunitense.

## Biografia
Gale Anne Hurd è nata a Los Angeles da padre ebreo e madre cattolica. È cresciuta a Palm Springs, California. Laureatasi nel 1977 all'Università di Stanford in Economia e Comunicazione, entra nel mondo del cinema come assistente esecutivo di Roger Corman, presidente della società New World Pictures. Ha ricoperto varie cariche amministrative fino ad essere coinvolta nella produzione vera e propria. Nel 1982 creò la sua società di produzione, la Pacific Western Productions, lavorando soprattutto con il suo futuro marito James Cameron, insieme al quale produrrà film quali Terminator (di cui è anche sceneggiatrice insieme allo stesso Cameron), Aliens - Scontro finale e The Abyss.
Nel 1998 ha vinto il premio Women in Film Crystal Award per donne eccezionali che, attraverso l'eccellenza del loro lavoro, hanno contribuito a espandere il ruolo delle donne all'interno dell'industria dell'intrattenimento. Nel 2003 le fu assegnato il Festival di Telluride Tech Award of Technology a Telluride insieme ad Arthur C. Clarke. Nel 2010 è produttrice esecutiva della serie televisiva The Walking Dead, basata sull'omonima serie a fumetti. Il 3 ottobre 2012 ha ricevuto una stella sulla Hollywood Walk of Fame.

## Vita privata
Gale Anne Hurd è stata sposata con James Cameron dal 1985 al 1989. Successivamente sposò il regista Brian De Palma dal 1991 al 1993, con il quale ha avuto una figlia, Lolita De Palma, nel 1991. Dal 1995 è sposata con lo sceneggiatore e regista Jonathan Hensleigh.

## Filmografia

### Produttrice
- Terminator (The Terminator), regia di James Cameron (1984)
- Aliens - Scontro finale (Aliens), regia di James Cameron (1986)
- Vivere nel terrore (Bad Dreams), regia di Andrew Fleming (1988)
- Alien Nation (Alien Nation), regia di Graham Baker (1988)
- The Abyss, regia di James Cameron (1989)
- Doppia personalità (Raising Cain), regia di Brian De Palma (1992)
- Fuga da Absolom (No Escape), regia di Martin Campbell (1994)
- Ritrovarsi (Safe Passage), regia di Robert Allan Ackerman (1994)
- Spiriti nelle tenebre (The Ghost and the Darkness), regia di Stephen Hopkins (1996)
- Dante's Peak - La furia della montagna (Dante's Peak), regia di Roger Donaldson (1997)
- Relic - L'evoluzione del terrore (The Relic), regia di Peter Hyams (1997)
- Armageddon - Giudizio finale (Armageddon), regia di Michael Bay (1998)
- Virus, regia di John Bruno (1999)
- Le ragazze della Casa Bianca (Dick), regia di Andrew Fleming (1999)
- Clockstoppers, regia di Jonathan Frakes (2002)
- Hulk, regia di Ang Lee (2003)
- The Punisher, regia di Jonathan Hensleigh (2004)
- Æon Flux - Il futuro ha inizio (Æon Flux), regia di Karyn Kusama (2005)
- Welcome to the Jungle, regia di Jonathan Hensleigh (2007)
- L'incredibile Hulk (The Incredible Hulk), regia di Louis Leterrier (2008)
- Punisher - Zona di guerra (Punisher: War Zone), regia di Lexi Alexander (2008)
- Hell Fest, regia di Gregory Plotkin (2018)

### Produttrice esecutiva

#### Cinema
- Pronti a tutto (Downtown), regia di Richard Benjamin (1990)
- Tremors, regia di Ron Underwood (1990)
- Terminator 2 - Il giorno del giudizio (Terminator 2: Judgement's Day), regia di James Cameron (1991)
- Terminator 3 - Le macchine ribelli (Terminator 3: Rise of the Machines), regia di Jonathan Mostow (2003)
- Very Good Girls, regia di Naomi Foner (2013)

#### Televisione
- Adventure Inc. – serie TV, 10 episodi (2002-2003)
- The Walking Dead – serie TV, 177 episodi (2010-2022)
- Fear the Walking Dead – serie TV, 113 episodi (2015-2023)
- Hunters – serie TV, 13 episodi (2016)
- Falling Water – serie TV, 20 episodi (2016-2018)
- Lore - Antologia dell'orrore (Lore) – serie TV, 12 episodi (2017-2018)
- The Walking Dead: World Beyond – serie TV, 20 episodi (2020-2022)
- Tales of the Walking Dead – serie TV, 6 episodi (2022)
- The Walking Dead: Dead City – serie TV, 14 episodi (2023-2025)
- The Walking Dead: Daryl Dixon – serie TV, 18 episodi (2023-2025)
- The Walking Dead: The Ones Who Live – miniserie TV (2024)

### Sceneggiatrice
- Terminator (The Terminator), regia di James Cameron (1984)